# Paul Is Live
Albums de Paul McCartney
Off the Ground
(1993) Flaming Pie
(1997)
Albums live de Paul McCartney
Unplugged (The Official Bootleg)
(1991) Back in the U.S.
(2002)
Paul Is Live est un album live de Paul McCartney paru en 1993. Il reprend une grande partie des chansons interprétées en concert durant le New World Tour de cette année, sa dernière tournée au XXe siècle. Il y reprend un grand nombre de ses succès du temps des Beatles, ainsi que plusieurs chansons solo, en particulier issues de son album Off the Ground.
La pochette de l'album est également une puissante référence aux Beatles, en parodiant la pochette de l'album Abbey Road. McCartney y fait également un pied de nez aux rumeurs sur sa mort, jusque dans le titre de l'album.
Le succès de l'album est mitigé : avec une 34e place au Royaume-Uni et une 78e aux États-Unis, c'est l'album live le moins vendeur de l'artiste. Il marque également le début d'une pause consacrée au projet Anthology. À l'exception d'un album expérimental sous pseudonyme, Strawberries Oceans Ships Forest, McCartney ne revient en solo qu'en 1997 avec Flaming Pie.

## Pochette
La photo présente sur cet album est une parodie de Abbey Road qui montrait les 4 Fabs qui traversaient la rue. Dans cet album, c'est juste Paul qui traverse avec son chien de race Bobtail. La présence de ce chien est un clin d'œil aux Beatles car, à cette époque, il en possédait une femelle du nom de Martha, pour qui il avait écrit Martha My Dear, qui figure en 1968 sur « l'album blanc ». La Volkswagen en coin gauche (la même que sur Abbey Road, qui portait la plaque d’immatriculation LMW 28 IF « Living McCartney Would be 28 IF - McCartney vivant aurait 28 ans si ») nous rapporte à la légende de sa mort. Mais, sur ce nouvel album, la plaque d’immatriculation est 51IS « Paul 51 IS - Paul a 51 ans » qui est effectivement l'âge qu'il avait lors de la sortie de l'album.
Paul se joue aujourd'hui de la théorie de sa mort. C'est un hommage évidant à l'engouement autour de l'analyse des pochettes des Beatles dans les années 1966-1970. Le retour sur Abbey Road est nostalgique pour toute la communauté de fan. 

## Liste des chansons
1. Drive My Car (Lennon/McCartney)
2. Let Me Roll It (Paul/Linda McCartney)
3. Looking for Changes (Paul McCartney)
4. Peace in the Neighbourhood (Paul McCartney)
5. All My Loving (Lennon/McCartney)
6. Robbie's Bit (Thanks Chet) (Robbie McIntosh)
7. Good Rocking Tonight (Roy Brown)
8. We Can Work It Out (Lennon/McCartney)
9. Hope of Deliverance (Paul McCartney)
10. Michelle (Lennon/McCartney)
11. Bicker Like an Icon (Paul McCartney)
12. Here, There and Everywhere (Lennon/McCartney)
13. My Love (Paul/Linda McCartney)
14. Magical Mystery Tour (Lennon/McCartney)
15. C'mon People (Paul McCartney)
16. Lady Madonna (Lennon/McCartney)
17. Paperback Writer (Lennon/McCartney)
18. Penny Lane (Lennon/McCartney)
19. Live and Let Die (Paul/Linda McCartney)
20. Kansas City (Jerry Leiber/Mike Stoller)
21. Welcome to Soundcheck (Paul McCartney)
22. Hotel in Benidorm (Paul McCartney)
23. I Wanna Be Your Man (Lennon/McCartney)
24. A Fine Day (Paul McCartney)

## Fiche technique

### Interprètes
- Paul McCartney : chant, basse, guitare, piano, claviers
- Linda McCartney : chant, claviers, autoharpe, percussions
- Hamish Stuart : guitare acoustique, guitare électrique, basse, chant
- Robbie McIntosh : guitare acoustique, guitare électrique, chant
- Paul Wickens : claviers, accordéon, guitare acoustique, percussions, chant
- Blair Cunningham : batterie, percussions

## Film
Un film du concert, réalisé par Aubrey Powell, sous-titré The New World Tour, est sorti en VHS et plus tard réédité en DVD.